# Simone Young
Simone Young (Sydney, 21 marzo 1961) è una direttrice d'orchestra australiana, ben conosciuta per l'interpretazione d'opera lirica.

## Carriera
Ha studiato pianoforte, direzione d'orchestra e composizione al Sydney Conservatorium of Music.
Nel 1993 in ottobre debutta all'Opéra National de Paris dirigendo Les contes d'Hoffmann con Luciana Serra e Lella Cuberli ed in novembre al Wiener Staatsoper con La bohème con Angela Gheorghiu.
Nel 1994 debutta al Royal Opera House, Covent Garden di Londra dirigendo il Rigoletto con Francisco Araiza e Leo Nucci.
Nel 1995 a Vienna dirige la Salomè, L'elisir d'amore con Andrea Rost, Roberto Alagna e Rolando Panerai, Rigoletto con Nucci, la Rost ed Alagna e Der Fliegende Holländer con Elizabeth Connell e Bernd Weikl ed a Londra La bohème con la Gheorghiu e Tosca con Justino Díaz.
Nel 1996 debutta al Metropolitan Opera House di New York dirigendo La bohème con la Gheorghiu, Alagna, Karita Mattila e Stefano Palatchi, a Vienna Tosca con Neil Shicoff e Juan Pons, Fidelio con Gösta Winbergh e Hildegard Behrens, Das Lied von der Erde e Peter Grimes con Shicoff, a Londra La traviata con la Gheorghiu, Alagna e Thomas Allen e Die Walküre con Plácido Domingo, John Tomlinson e Jane Henschel, a Melbourne Die Frau ohne Schatten ed al Teatro Comunale di Firenze Il flauto magico con Gemma Bertagnolli ed Alessandro Corbelli.
Nel 1997 al Metropolitan dirige la Cavalleria rusticana con Dolora Zajick e Fabio Armiliato e Pagliacci, a Vienna il Lohengrin con Cheryl Studer e Waltraud Meier, l'Eugenio Onegin con Thomas Hampson (cantante) ed Araiza, Das Rheingold, Wozzeck con Catherine Malfitano, Die Walküre con la Connell ed Elettra (Strauss) ed a Londra Oberto, Conte di San Bonifacio con Denyce Graves, Tomlinson e la Connell.
Dal 1998 al 2002 è il direttore principale dell'Orchestra Filarmonica di Bergen in Norvegia.
Nel 2000 dirige la Sydney Symphony Orchestra nella cerimonia di apertura dei Giochi della XXVII Olimpiade di Sydney.
Era direttrice dell'Opera Australia a Sydney dal 2001 al 2003. Dalla stagione lirica 2005-2006 al 2015, è direttrice generale dell'Opera di Amburgo e della Philharmoniker Hamburg.
Nel 2004 viene insignita dell'Ordine dell'Australia.
Dal 2006 insegna all'Università di Amburgo.

## Discografia
- Bruckner: Symphony No. 5 in B-Flat Major, WAB 105 - Philharmoniker Hamburg/Simone Young, 2015 Oehms
- Bruckner: Symphony No. 9 in D Minor, WAB 109 - Philharmoniker Hamburg/Simone Young, 2015 Oehms
- Halévy: La Juive - Simone Young/Orchester der Wiener Staatsoper/Choeur de l'opera de Vienne, 2001 BMG
- Hindemith: Mathis der Maler - Susan Anthony/Falk Struckmann/Inga Kalna/Scott MacAllister/Par Lindskog/Philharmoniker Hamburg/Simone Young, 2016 Oehms
- Schmidt: Das Buch mit sieben Siegeln - Klaus Florian Vogt/Georg Zeppenfeld/Philharmoniker Hamburg/Simone Young, 2016 Oehms
- Verdi: Requiem - Opera Australia Chorus/The Australian Opera and Ballet Orchestra/Simone Young, 2016 Australian Broadcasting Corporation

## DVD
- Reimann: Lear (Hamburg State Opera, 2014) - Bo Skovhus, Arthaus Musik